# Гианэя
«Гианэ́я» (другое написание «Гианея») — научно-фантастический роман советского писателя Георгия Мартынова.
Роман существует в разных редакциях. Сокращённый вариант романа опубликован в 1963 году в журнале «Смена», первое отдельное издание — в 1965 году в издательстве «Детская литература». Переработанное и дополненное издание вышло в том же издательстве в 1971 году.
Некоторые критики относят роман к разновидности интеллектуальной «космической оперы», редкой в советской фантастике того времени, и считают его одним из лучших произведений Мартынова.

## Сюжет
Действие романа происходит приблизительно в 30-х годах XXI века. К тому времени на Земле наступила эпоха развитого коммунизма. Все страны объединены в единую дружную семью, идет усиленное преобразование природы, совершается множество научных открытий и технических достижений, активно исследуется Солнечная система. Уже не за горами то время, когда земляне смогут построить космолёты, способные преодолевать межзвёздные пространства. 
Случайно земные учёные обнаруживают два вращающихся вокруг Земли объекта, двигающихся по неподдающимся расчётам орбитам. Траектории движения объектов удается рассчитать только после введённого допущения, что объекты искусственного происхождения — полые внутри и имеют двигатели. Земляне предполагают, что объекты являются спутниками-наблюдателями инопланетной цивилизации. Попыткам их исследовать спутники не поддаются — при приближении к ним космического корабля землян, они уклоняются от него, а посланный к одному из спутников робот-разведчик был уничтожен защитными средствами спутника. После этого спутники меняют траектории и исчезают в районе кратера Тихо на Луне. Несмотря на тщательное обследование предполагаемого района посадки спутников, их так и не удаётся обнаружить.
Через два года после этих событий неизвестный инопланетный корабль высаживает вблизи расположенной на астероиде Гермес научной базы землян девушку-инопланетянку и непосредственно после этого взрывается. Девушку, которая сообщает, что её зовут Гийанейа (в произношении землян — Гианэя), привозят на Землю. Инопланетянка внешне незначительно отличается от землян — только зеленоватый оттенок кожи, несколько необычный разрез глаз, гибкость тела, сравнимая с лучшими земными гимнастками, отличает ее (позже выяснилось, что Гианэя способна видеть в участках спектра, недоступных глазам землян, все её органы чувств обострены, а продолжительность жизни её соплеменников —  500 лет). Первоначально она проявляет странное отсутствие интереса к окружающему и нежелание рассказывать о себе и своём мире, что весьма удивляет землян и даёт поводы для самых разных предположений. 
Через некоторое время Гианэя становится более контактной и выясняется, что она прилетела к Земле с группой соотечественников, которые намеревались уничтожить человечество. Два автоматических космических объекта, в определённый срок, должны были воздействовать на людей Земли неким излучением (родственному излучению от ядерных взрывов), в результате воздействия которого, у человечества Земли полностью прекратилась бы рождаемость. Постепенно земляне, к своему изумлению, узнают, что соотечественники Гианэи, несмотря на высокий уровень технического развития, являлись рабовладельцами. Ведь в обществе, откуда родом Гианэя, по причине очень высокой продолжительности жизни, были крайне сильны традиции прошлого и обычаи, накладывающие весьма строгие регламенты на поведение людей. Для соотечественников Гианэи любые другие цивилизации воспринимались либо как источник дармовых ресурсов, либо как ненужная помеха, подлежащая уничтожению.
Гианэя и её спутники принадлежали к группе давно покинувших свою родную планету представителей жестокой правящей касты, которые затем обитали в чужом мире, поработив его аборигенов — дикарей, а теперь намеревались снова расширить своё жизненное пространство — на этот раз за счёт Земли. Они уже побывали на Земле около ста лет назад, изучая землян (по этой причине Гианэя хорошо знает испанский язык, собственно, она и была взята в полёт в качестве переводчицы), а теперь вернулись, чтобы завершить задуманное злодеяние. Однако их корабль был взорван одним из членов экипажа — Рийагейей, прогрессивно мыслящим человеком, противником захватнических планов. 
Нежелание Гианэи рассказывать землянам о своём мире, как выяснилось, было продиктовано последней волей Рийагейи — человека, которого Гианэя весьма уважала и любила, как отца. Так как первый прилёт соотечественников Гианэи на Землю был совершён в первой половине двадцатого века, то Рийагейя полагал, что недопустимо знакомить землян с высокими технологиями, которые они могут использовать во вред себе, из-за чего и счёл нужным взорвать корабль, не пытаясь вступить в контакт с представителями Земли.
Высадка Гианэи на Гермес объяснялась тем, что Рийагейя не мог убить своей рукой ту, которую любил, как дочь, именно поэтому и предпочёл её высадить на астероид, заметив на нём научную базу землян, несмотря на то, что предполагал, что земляне могут применить к ней пытки или казнь. Напряжённое состояние Гианэи на Гермесе, столь удивившее землян, объяснялось тем, что она была уверена, что после доставки на Землю будет подвергнута пыткам и смерти. Лишь впоследствии, на Земле, Гианэя убедилась, что и она, и Рийагейя, заблуждались относительно нравственного уровня людей Земли.
Проникнувшись сочувствием к землянам, Гианэя помогает обнаружить замаскированную автоматическую базу на Луне, представляющую высокую угрозу для человечества. Как выясняется, база и спутники невидимы для глаз землян, из-за чего и не были обнаружены ранее. Несмотря на предупреждение Гианэи, что базу следует уничтожить немедленно после обнаружения, земляне пытаются исследовать базу, но срабатывает система самоликвидации и база взрывается, а спутники отправляются в свой последний полёт — исполнить то, ради чего они были созданы. Землянам приходится в срочном порядке уничтожать оба спутника, так и не успев ознакомиться с их устройством.
Гианэя недостаточно владеет техническими знаниями и не может рассказать землянам об устройстве межзвёздных космических кораблей и дать координаты планет, где находится ее человечество и той, где она родилась — ведь, в перерасчёте на земной возраст, Гианэе примерно семнадцать лет.
Через некоторое время к Земле снова приближается космический корабль. Корабль невидим в оптическом диапазоне, что явно говорит землянам о том, что этот звездолёт принадлежит соотечественникам Гианэи. Земля принимает меры, чтоб исключить возможную опасность, но решено всё-же попытаться войти в контакт с экипажем космического корабля. К удивлению землян и Гианэи, в космическом корабле находятся только четверо туземцев, находящихся на крайне низкой ступени развития —  тех самых, которых поработили соотечественники Гианэи. Как выяснилось, на порабощённой планете произошло восстание, туземцы (как сообщил один из прилетевших — Мериго), перебили всех захватчиков. Но аборигены, освободившись сами от гнёта колонизаторов, движимые чувством солидарности к землянам, пожелали предупредить «собратьев по несчастью» о готовившейся угрозе (Рийагейа, видимо, знал о предстоящем восстании туземцев, чем и объясняется его уверенность в том, что дальнейших попыток захвата Земли со стороны его соотечественников уже не будет). 
Разумеется, туземцы были неспособны управлять космическим кораблём, но на звездолётах народа Гианэи имелись сложные вычислительные машины («мозг навигации»), способные при благоприятных условиях доставить экипаж на нужную планету в полностью автоматическом режиме, даже без участия пилотов, тем более, что один из кораблей был полностью готов к полёту на Землю — в «мозг навигации» была введена соответствующая программа, на звездолёте имелись достаточные запасы пищи и воды. От Рийагейи туземцам было известно, как запустить механизмы корабля. 
Земляне восхищены беспримерным подвигом дикарей, отправившихся в многолетний космический полёт для спасения незнакомого им человечества. А Гианэя шокирована известием, полученным от Мериго. Ей, видимо, не слишком жаль отца (вероятно, жестокого и безжалостного человека), но известие о гибели матери и младшей сестры приводит её к депрессии. Подавленная страшным известием, тоскуя по родине, так и не привыкнув к жизни на Земле, совершенно не похожей на привычную ей жизнь, да ещё и не получая взаимопонимания с полюбившемся ей землянином — Муратовым, девушка совершает попытку самоубийства, приняв неизвестный яд. 
В эпилоге раннего издания рассказывалось о встрече землян с неожиданно прилетевшими на Землю соотечественниками Гианэи (как выяснится, носящей имя родной планеты, которую она никогда не видела), так как гийанейцы к тому времени значительно изменились, на их планете произошли кардинальные изменения общественного строя. Узнав о беде, грозящей землянам, гийанейцы в срочном порядке послали к Земле спасательную экспедицию, для предотвращения деяний их жестоких соплеменников. Прилетевшие гийанейцы первым делом интересуются, появлялись ли возле Земли два неизвестных объекта, но земляне им сообщают, что угроза уже обнаружена и ликвидирована. Узнав, что на Земле находится их умирающая соотечественница, совместно с земными врачами спасают Гианэю от смерти, но полное её излечение возможно только на Гийанейе. Из раннего книжного издания следовало, что хотя жизнь Гианэи удалось спасти, она продолжает находиться без сознания. Гианэю, находящуюся в коме, отправляют на её первоначальную родину для полного излечения.
В последующей редакции романа были произведены изменения и значительные дополнения. В новой редакции рассказывается, что Гианея,  ещё на Земле, была полностью излечена земными врачами и своими соотечественниками, но не пожелала отправляться на Гийанейю, а выразила желание посетить «планету Мериго», чтоб произвести погребение праха своих близких, согласно древним обычаям. 
Затем Гианэя выходит замуж за Муратова, к которому давно испытывала нежные чувства. Вместе они принимают участие в экспедиции на планету, с которой прилетела Гианэя. Основной целью экспедиции, состоящей из нескольких десятков человек, является налаживание контактов с «планетой Мериго». Для экспедиции решено использовать корабль гийанейцев, на котором прилетели туземцы (условно названный землянами —  «корабль Мериго»), идентичный тому, на котором Гианэя прилетела в начале романа. Во время пути часть экипажа находится в анабиозе, в том числе и Мериго с товарищами, тем более, что у Гианэи и Мериго сложились непростые отношения. Гианэя, хотя и понимает причины, побудившие аборигенов уничтожить захватчиков, но не желает оправдать туземцев за убийство женщин и детей, а  Мериго упорно требует отдать Гианэю ему на расправу, так как, по законам его общества, Гианэя должна быть казнена. У Мериго есть причины особенно ненавидеть гийанейцев, ведь его родную сестру захватчики сожгли живьём за ничтожную провинность. 
В полёте корабль терпит искусственно вызванную аварию («противоугонная» «закладка» в «мозге навигации», оставшаяся от прежних владельцев корабля) —  перестают работать двери в переборках отсеков, отключается внутренняя связь, самопроизвольно включаются экраны наружного обзора, двигатели переходят в режим торможения. Экипаж оказывается разделённым на группы в разных отсеках. После того, как космонавты взламывают люки переборок и добираются к «мозгу навигации», на экране появляется сообщение, что за угон корабля они приговорены к мучительной казни — основными двигателями корабля невозможно управлять вручную, звездолёт будет падать на ближайшую звезду, но ещё до того, как он упадёт, экипаж сойдёт с ума от многолетнего ожидания смерти. После чего происходит выход из строя «мозга навигации». В момент полёта на Землю Мериго и его товарищей, «противоугонная закладка» не сработала, так как после запирания отсеков и отключения света, аборигены не пытались взломать защиту бортовой вычислительной машины, а программа уничтожения должна была сработать только после попытки доступа к «мозгу навигации» и появления сообщения о казни. Что и привело к успешному полёту Мериго с товарищами до Земли — «мозг навигации» отменил программу самоуничтожения в тот раз.
Экипажу корабля удаётся послать сигнал о помощи, а также, используя боковые двигатели, развернуть корабль по направлению к Солнцу (дополнительная радиостанция и вспомогательные двигатели были установлены ещё на Земле), после чего люди, имея достаточную надежду, что будут спасены (хотя и через много лет), стараются сохранять присутствие духа и спокойно дожидаются спасателей, проводя время в совершенствовании образования. Находящиеся на корабле две семейных пары (в их числе и Гианэя с мужем) рожают детей. 
Через несколько лет, совместными усилиями землян и гийанейцев, к запертым в корабле людям приходит спасение. Одной из первых, вступивших на борт «корабля Мериго», оказывается родная сестра Гианэи! Как выяснилось, Мериго не счёл нужным упомянуть про то, что были истреблены лишь взрослые «ненавистные», а дети захватчиков не были уничтожены. Освобождённый экипаж «корабля Мериго» отправляется на Землю, а «корабль Мериго» уничтожается, дабы не создавать помеху для будущих космических полётов. На этом повествование заканчивается.

## Различия в редакциях романа
Изначально роман был рассчитан на взрослого читателя, в нём описываются достаточно сложные этические и психологические проблемы. Сокращённый журнальный вариант романа оканчивался смертью Гианэи, однако некоторые читатели выразили недовольство подобным трагическим финалом, и в издании 1965 года читателю даётся понять, что она осталась жива. Позже Мартынов написал ещё две части, в которых описал путешествие землян и Гианэи к «планете Мериго» и возникшую во время полёта аварию. Переработанное для детей издание 1971 года уже получившей популярность книги вызвало неоднозначную реакцию у взрослого читателя, зато определённо удовлетворила читателя-подростка. В новом варианте также был убран лёгкий налёт эротики, присутствующий в исходном тексте.

## Ошибки в романе
С точки зрения научной достоверности, роман написан с некоторыми научными ошибками. Некоторые неточности в романе:
- Траектории спутников-шпионов зависят от их массы (для масс, много меньших массы Земли это неверно и прямо нарушает принцип эквивалентности).
- Стационарные траектории тех же спутников представляют собой спирали (на самом деле орбиты тел, на которые действует только гравитационное притяжение планеты, могут представлять собой только конические сечения).
- В обсерватории на Гермесе люди передвигаются при помощи намагниченных подошв ботинок, прилипающих к металлическому полу и не позволяющих взлететь, так как, на небольшом астероиде гравитация близка к нулю. Однако, чтобы доставить Гианэю в звездолёт, Муратов берет её на руки и почти бегом устремляется по поверхности астероида. В действительности, при первом же шаге Муратов взмыл бы над поверхностью Гермеса вместе с Гианэей, что, возможно, привело бы к ее гибели от удушья, так как воздуха в скафандре Гианэи, по расчётам землян, хватило бы не более чем на 12 минут. Досадная оплошность автора, которую можно было легко избежать, придумав реактивный ранец, предназначенный для передвижения над астероидом и вблизи него, тем более, что похожие аппараты были описаны в более раннем романе «Каллисто».
- Когда корабль в результате срабатывания «закладки» начинает торможение, команда выполняет разворот, используя дополнительные манёвровые двигатели (установленные землянами, «на случай, если командир корабля сочтёт нужным выполнить манёвр, не нужный с точки зрения бортового компьютера»). Более того, разворот выполняется, чтобы «пока корабль движется, пусть он движется к Земле, а не от неё». В действительности, подобный манёвр привёл бы к тому, что корабль продолжил бы движение в прежнем направлении (с поправкой на то, что тормозные двигатели работали во время разворота, сообщая кораблю боковое смещение), но кормой вперёд — а работа двигателей в режиме торможения наоборот разгоняла бы корабль.
- В романе упоминаются золотые туфельки Гианэи, снабжённые магнитными подошвами. Непонятно назначение магнитных подошв, так как в романе ясно сказано о том, что звездолёт, на котором прибыла Гианэя, имеет искусственную гравитацию.

Имеются также логические неувязки:
- Экипаж решил казнить Рийагейю после посадки на Землю и Рийагейя знал об этом. При этом программа выхода из анабиоза построена таким образом, что первым просыпается именно Рийагейа. Разве остальные не понимали, что в этом случае Рийагейа постарается избавиться от них, например, умертвив, не выводя из анабиоза? С другой стороны, в романе нигде не сказано, что экипаж звездолёта с захватчиками, находился именно в анабиозе в момент взрыва. Упоминается только о том, что в тот момент «все спали», что можно трактовать, как обычный сон. Кроме того, в романе нет упоминаний и про то, что экипаж объявил о своих намерениях в отношении Рийагейи (но он мог узнать про это случайно). Несмотря на это, логическая неувязка все же остаётся, так как трудно предположить, чтоб потерявший доверие экипажа Рийагейя мог иметь возможность взорвать корабль.
- Непонятна также логика самого Рийагейи. Он любит Гианэю, как дочь, но отправил на Землю, где её, по его мнению, ждёт костер, только потому, что «не мог убить своей рукой», хотя прекрасно понимал, что смерть в результате аннигиляции на звездолёте произойдёт за ничтожные доли секунды (никто ничего даже не почувствует), и никак не может сравниться с мучительной смертью на костре. Впрочем, это можно объяснить тем, что Рийагейя всё-же считал, что у Гианеи есть некоторые шансы выжить, о чем недвусмысленно говорит фраза из романа, упомянутая Гианэей перед попыткой самоубийства — «... молчи, если останешься живой....»
- Из романа абсолютно не ясно, с какой целью оставленные гийанейцами спутники периодически вращались вокруг Земли, ведь спутники могли бы спокойно всё это время находиться на лунной базе, не привлекая внимания землян.
- В романе не прояснено, для чего вообще корабль, на котором находились Рийагейя и Гианэя, направлялся к Земле. Ведь автоматика лунной базы гийанейцев, была вполне в состоянии самостоятельно дать приказ в нужное время, произвести облучение землян. А после воздействия излучения, вызывающего прекращение рождаемости, должно было пройти 80-90 лет, чтоб население Земли вымерло. Если корабль направлялся на Землю с целью порабощения землян, то опять же непонятно, каким образом гийанейцы могли это сделать, никакая горстка завоевателей, какое бы оружие у них ни было, физически не способна поработить миллиарды человек, ведь Земля - это всё же не островок, населённый дикарями. Притом гианейцам после их первого разведочного прилёта было уже известно, что человечество Земли находится в техногенной стадии развития.
- Чересчур сложным и трудно осуществимым выглядит способ наказания при попытке воспользоваться чужим кораблём. Это можно было сделать гораздо проще, надёжнее и страшнее. Достаточно заложить код, после введения которого осуществляется запуск двигателей, а также его периодическую смену. Попытка запуска без кода или с введением неверного кода приводила бы к включению механизма самоуничтожения корабля путём аннигиляции, через небольшой промежуток времени (равный, например, земной минуте), с передачей соответствующего голосового сообщения и блокировкой дверей шлюзовых камер, чтобы угонщики осознали, что их ждёт, и, при этом, не могли покинуть обречённый звездолёт. Задержка взрыва также давала бы хозяевам корабля возможность исправления собственной ошибки. Аннигиляция не только уничтожила бы корабль с угонщиками, но и привела бы к значительным разрушениям на большой площади вокруг звездолёта, если бы в этот момент он находился на планете.

## Публикации романа

### На русском языке
- Мартынов Г. Гианэя (отрывок) // Вечерняя Москва. — 1963, 24 июня.
- Мартынов Г. Гианэя // Смена. — 1963. — № 11-18, 21-23 (865-872, 875-877). (Рис. А. Бабановского, Г. Новожилова)
- Мартынов Г. Гианэя. — Л.: Детская литература, 1965. — С. 280. — 100 000 экз. (Рис. и оформл. Л. Рубинштейна)
- Мартынов Г. Гианэя. — Л.: Детская литература, 1971. — С. 400. — 75 000 экз. (Рис. и оформл. Л. Рубинштейна)
- Мартынов Г. Гианэя / Вступ. статья А. Балабухи и А. Бритикова. — Л.: Детская литература, 1989. — С. 400. — 100 000 экз. — ISBN 5-08-000190-9. (Рис. и оформл. Л. Рубинштейна)
- Мартынов Г. Гианэя. — М.: Композитор, 1992. — С. 285. — ISBN 5-85-285340-2.
- Мартынов Г. Гианэя. — М.: Детская литература, 2004. — С. 480. — 7000 экз. — ISBN 5-08-004118-8. (Рис. и оформл. Л. Рубинштейна)

### На других языках
- Gueorgui Martinov. Guianeya. — Moscú: Mir, 1974. — С. 480. (пер. на испанский: Justo Nogueira)